# كأس السوبر الألباني 2006
بطولة كأس السوبر الألباني 2006 هي النسخة الثالثة عشر من بطولة كأس السوبر الألباني ، لعب يوم 19 أغسطس 2006 في استاد دوفانا ، بين فريق إلباساني الفائز بالدوري وفريق تيرانا الفائز بكأس ألبانيا. وقد انتهت المباراة بفوز تيرانا بالمباراة بنتيجة 2–0 ليحصد لقبه الثاني على التوالي والسادس في تاريخ البطولة.

## التفاصيل
| إلباساني | 0–2 | تيرانا                |
| -------- | --- | --------------------- |
|          |     | صالحي 24' · موكاي 60' |

| الحكام المساعدون: إدوارد ميهو أربين بريجيا الحكم الرابع: | قوانين المباراة - 90 دقيقة. - 30 دقيقة من الوقت الإضافي إذا لزم الأمر. - ركلات جزاء ترجيحية إذا استمرت النتيجة متعادلة. |